# Pieterskerk (Breukelen)

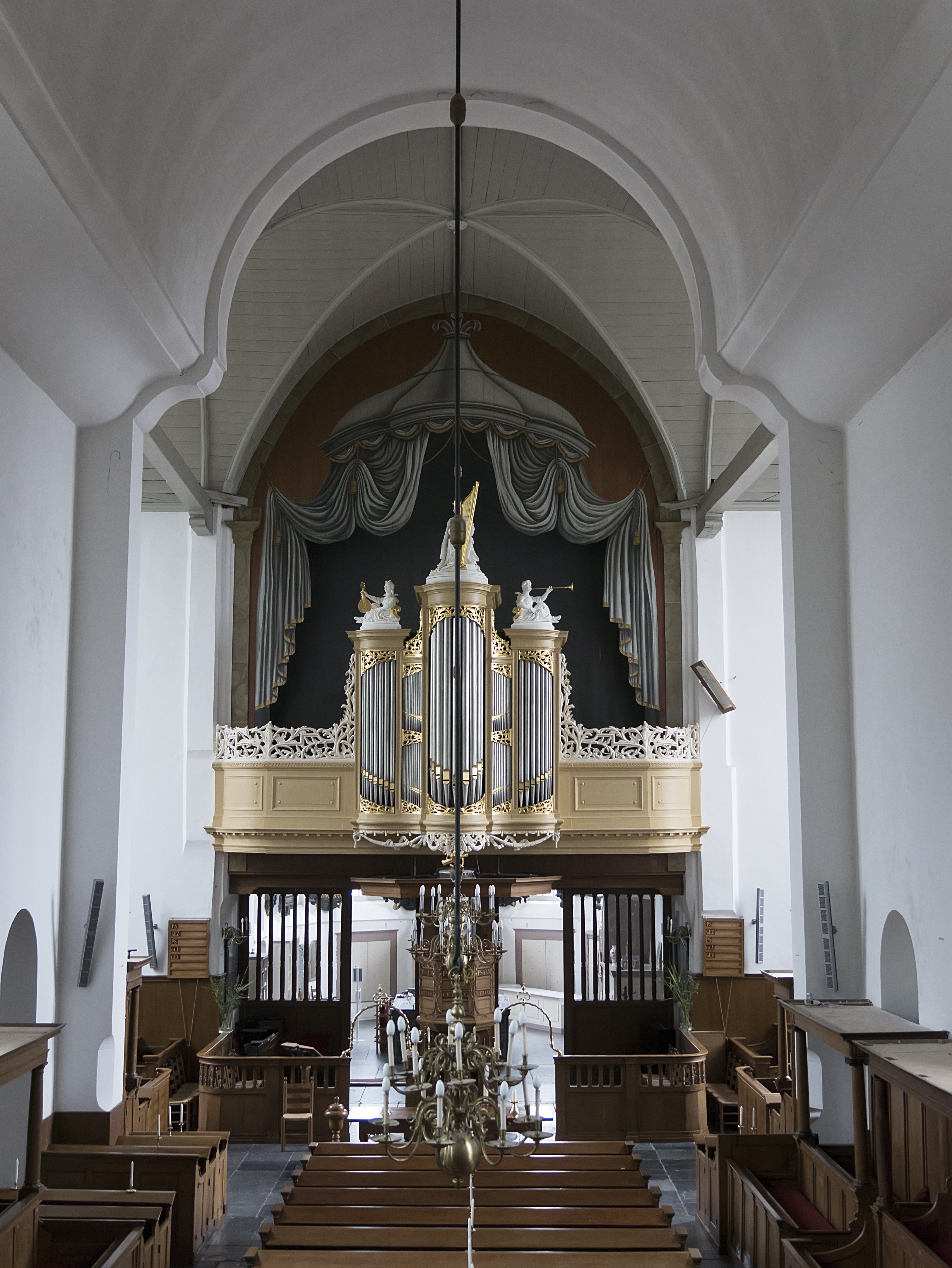

De Pieterskerk is een Nederlands Hervormde Kerk in Breukelen. Het is een éénbeukige kruiskerk, vermoedelijk uit de 15e eeuw. De toren is in 1705 herbouwd, ter plaatse van een oudere. Het schip is vermoedelijk toen ook vernieuwd. Inwendig vele familiebanken, rouwborden, graftombe Nijenrode van Zuylen, marmeren monument midden 18e eeuw, smeedijzeren hekkapel Gunterstein.

## Geschiedenis
In 720 bezocht Bonifatius Attingahem, de Romeinse naam voor Breukelen. Hij stichtte hier de eerste parochie in de Vechtstreek. In de buurt van de huidige plek van de Pieterskerk werd een houten gebouw opgericht.

## Orgel
Oorspronkelijk eenklaviers orgel, in 1787 gemaakt door G.T. Bätz. In 1860 uitgebreid met een onderpositief door C.G.F. Witte. In 1981 gerestaureerd door de firma Van Vulpen. In 2019 gerestaureerd door Fa Van Rossum. De mogelijkheid om de balgen te treden is weer in ere hersteld. Klokkenstoel met klok van S. Butendic, 1463, diam. 103,1 cm. Mechanisch torenuurwerk, J.H. Addicks, Amsterdam, 1870, handopwinding, is buiten gebruik gesteld.

## Koor en grafkapellen
Van links naar rechts (van noord via oost naar zuid):
- In de hoek van de noordelijke transeptarm is een vierkante grafkapel voor de familie Cliquet van het huis Vechtvliet. Hij stamt waarschijnlijk uit de 18de eeuw.
- In het afgescheiden, vijfzijdig gesloten koor staat de marmeren graftombe van Johan Ortt, heer van Nijenrode (†1701) en zijn vrouw, Anna Pergens (†1732); hun door griffioenen gedragen wapens zijn in wit marmer gebeeldhouwd op de zijkanten van de tombe. Anna Pergens liet de tombe in 1701 plaatsen.
  - Het toegangsportaal in het oosteinde van het koor dateert uit 1839-'40, toen de kerk een belangrijke verbouwing onderging.
  - Tegen de zuidzijde van het koor bevindt zich de Sint Barbarakapel, een grafkapel. Deze is driezijdig gesloten en bevindt zich tussen het koor en de zuidtransept; hij is waarschijnlijk kort vóór 1467 gesticht. In deze kapel is een marmeren rococo-grafmonument met doodssymboliek voor Willem Tersmitten (†1766) en zijn vrouw Jacoba Louisa Pelgrom (†1751). Dit grafmonument stond oorspronkelijk in de kerkzaal.
- Tegen de zuidzijde van het schip (bij de westwand) is in 1718 een achtkantige grafkapel gebouwd, in classicistische stijl voor bewoners van het huis Gunterstein. Ferdinand van Collen, de toenmalige eigenaar, heeft deze kapel gesticht. Hij is vanuit het schip toegankelijk via een portaal met ionische pilasters, ontworpen door Jan Mast. Het is afgesloten met een smeedijzeren hek.

## Fotogalerij

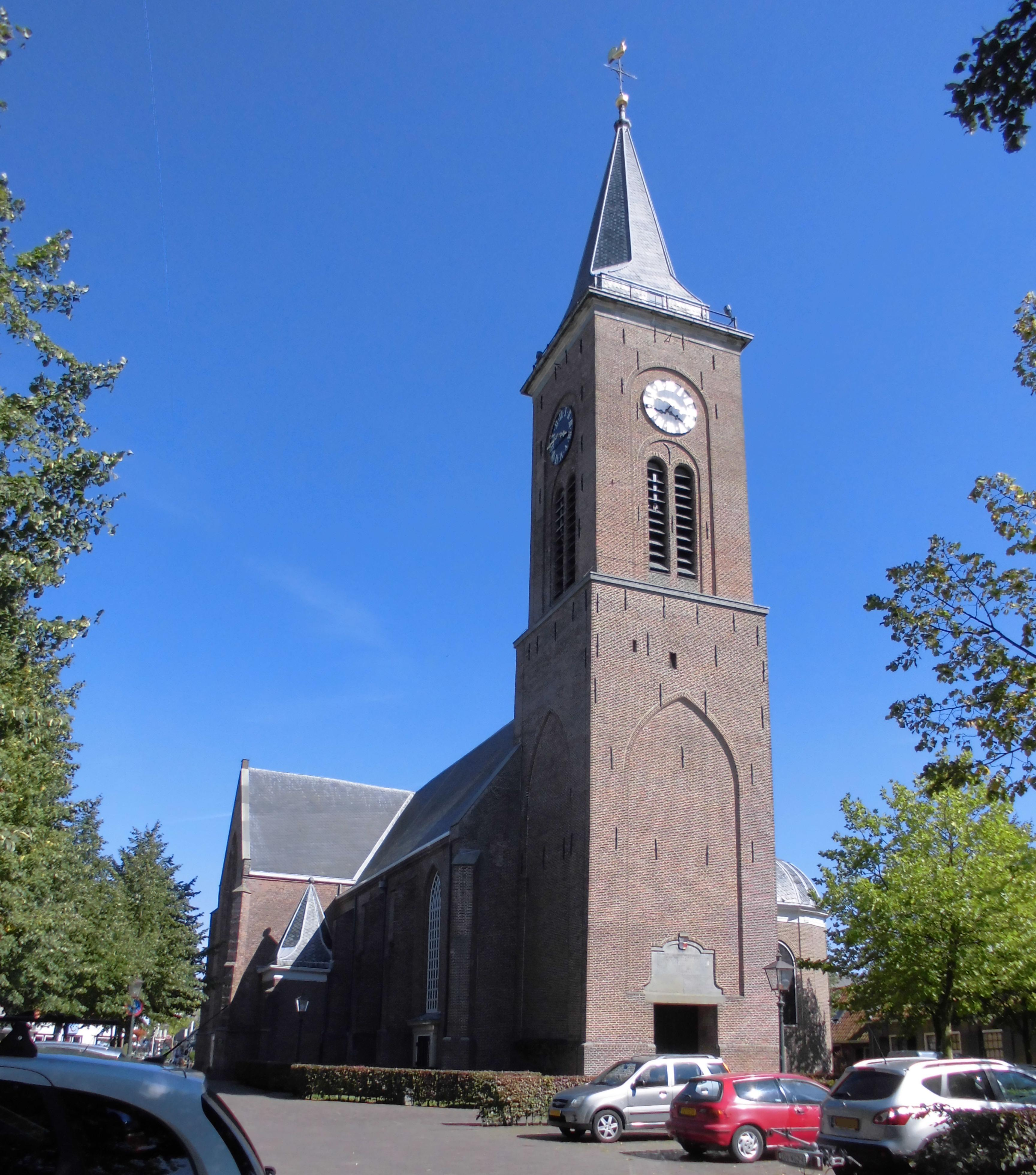
Exterieur
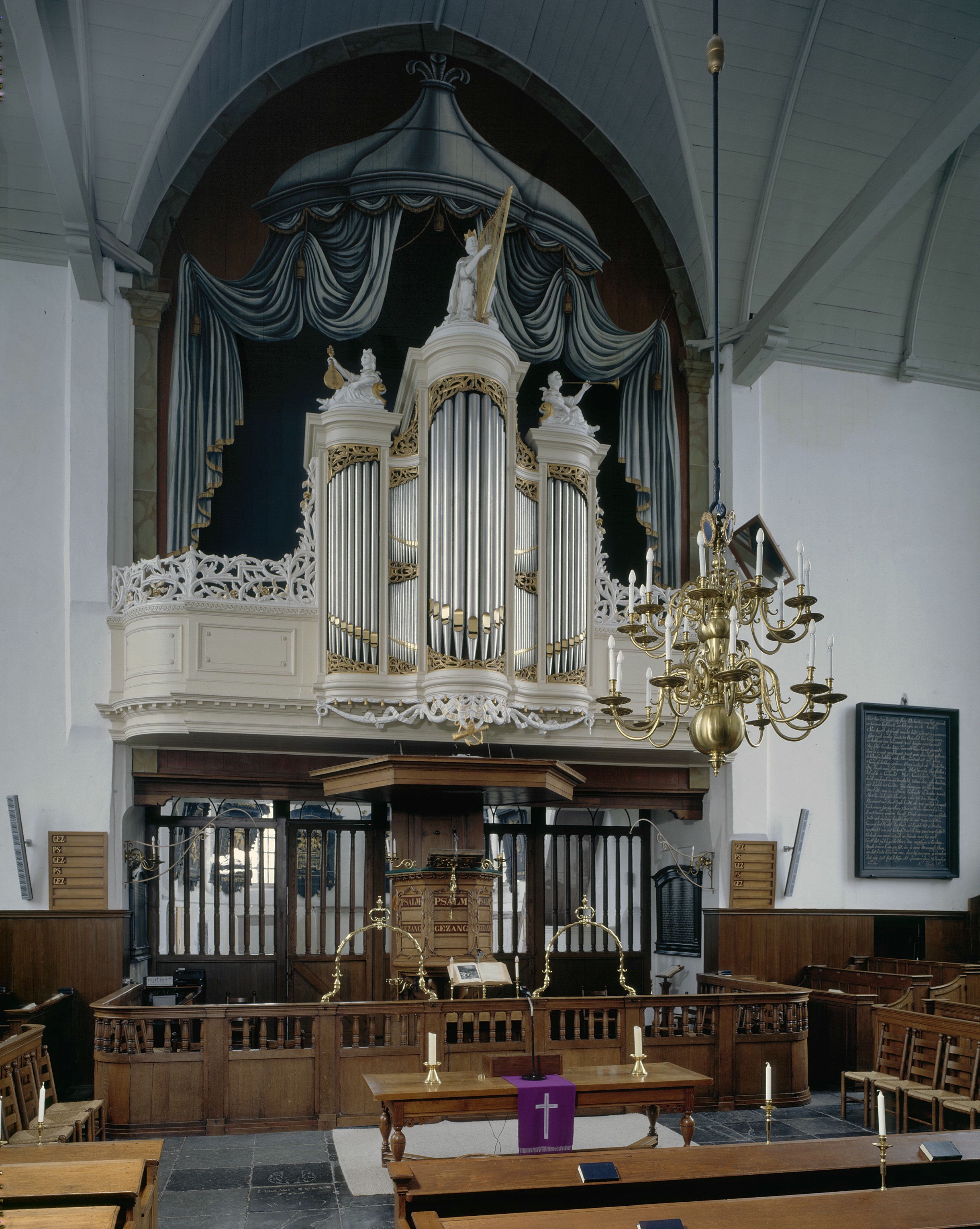
Orgel met preekstoel en doophek eronder en koor erachter (met kleurstelling tot 2019)
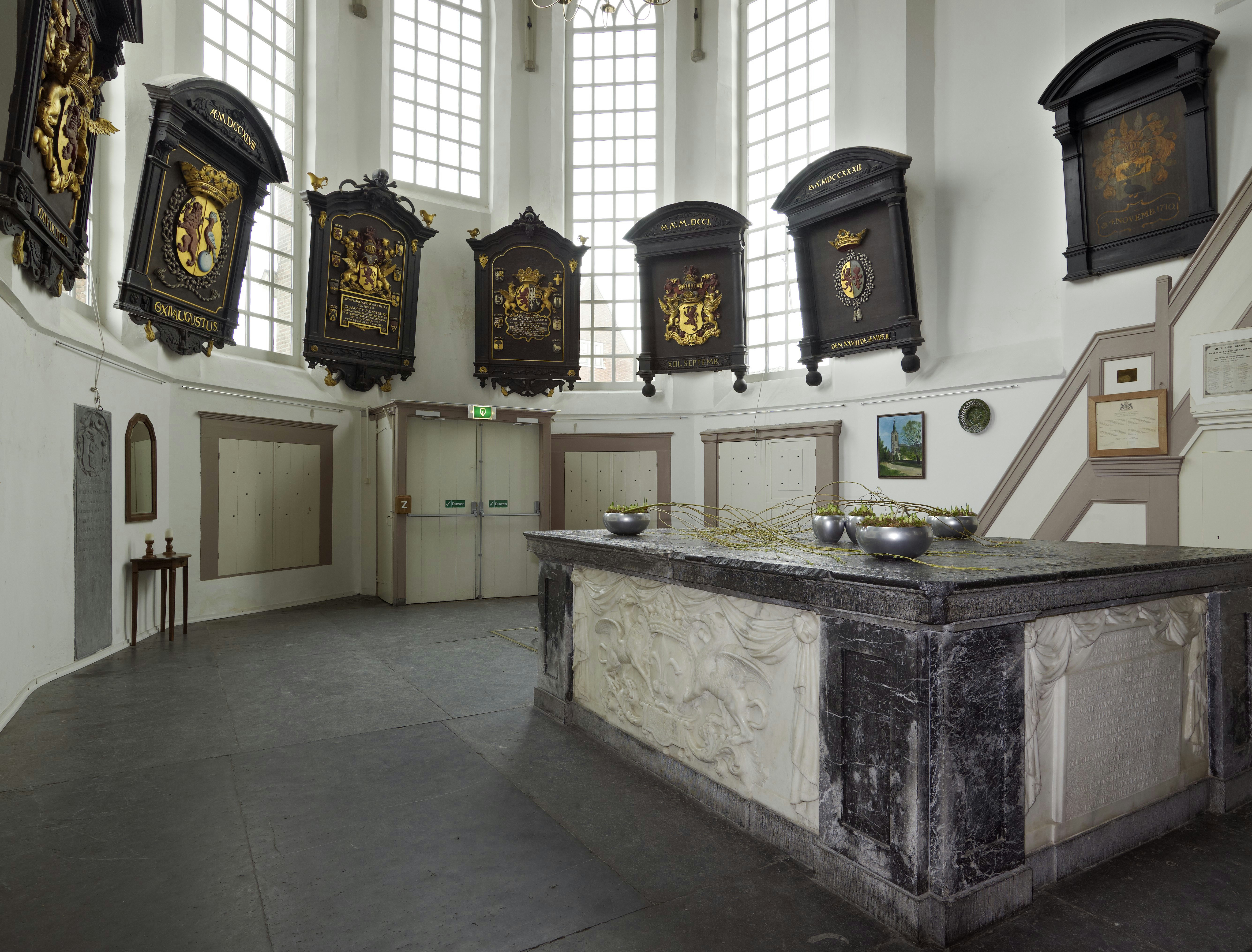
Koor met rouwborden, graftombe en toegangsportaal in oosteinde
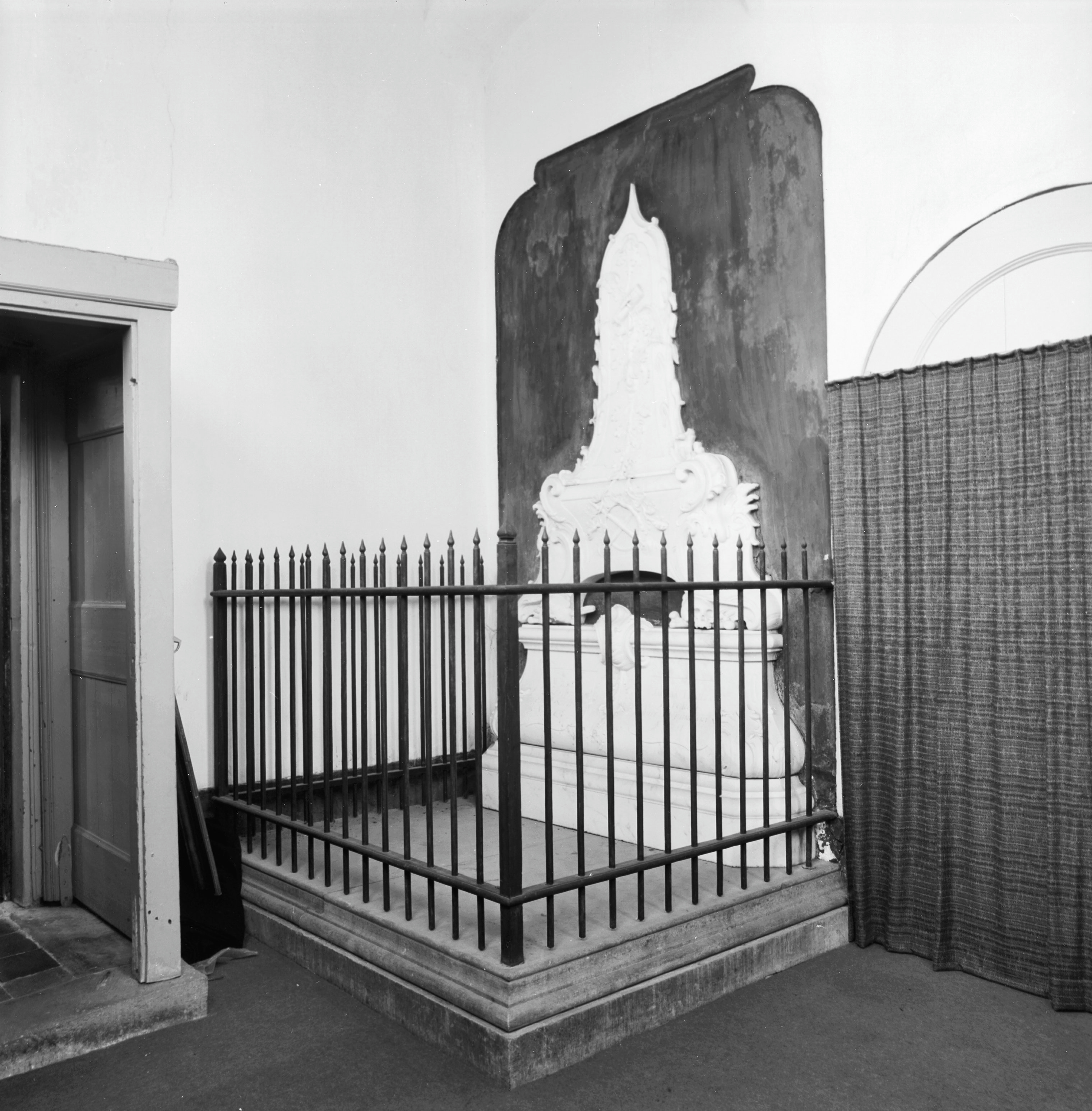
Grafmonument in kapel zuidzijde koor
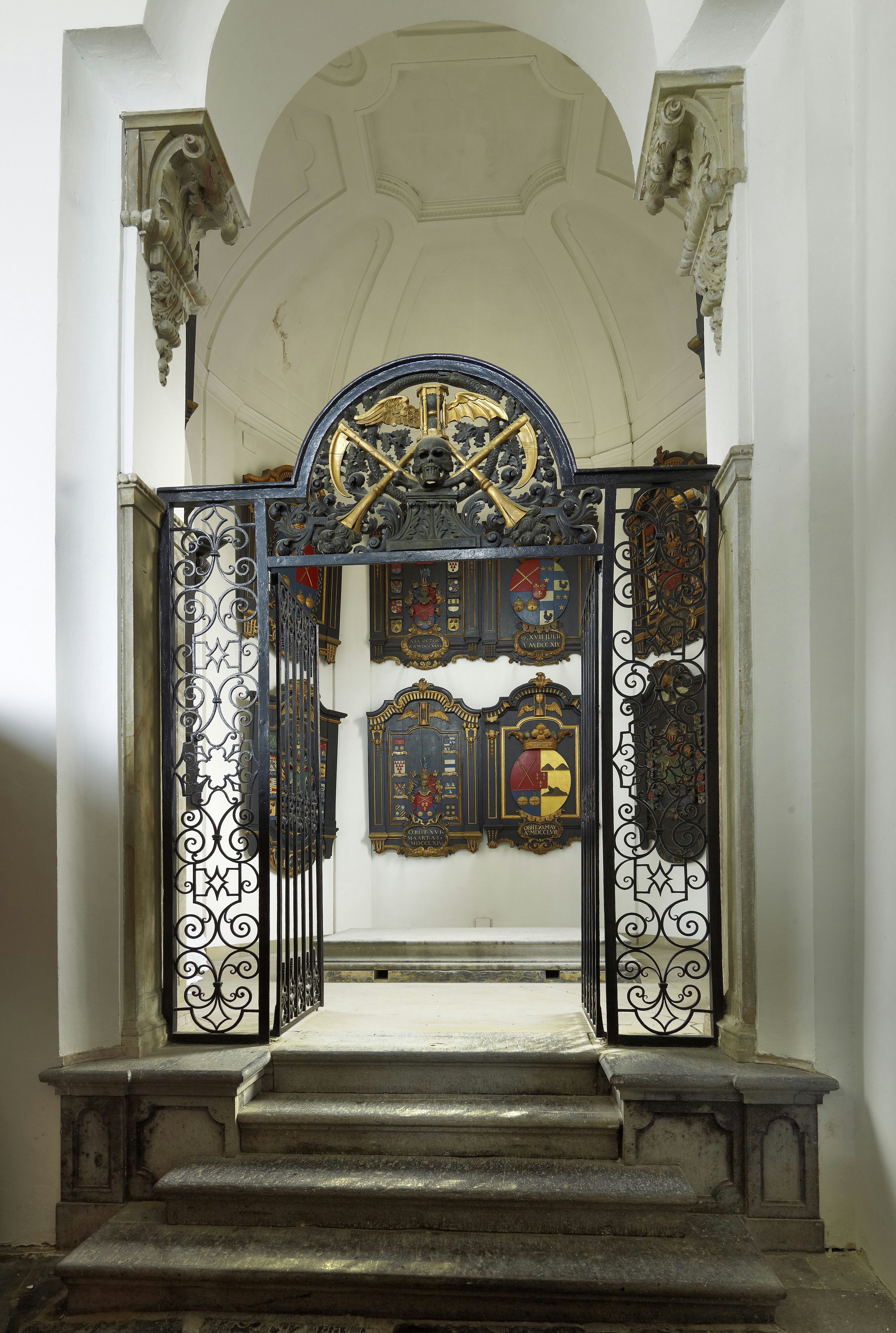
Toegangshek tot grafkapel (zuidwand)